# Djabir Saïd-Guerni
Djabir Aissa Saïd-Guerni (arabiska: عيسى جابر سعيد جورني), född 29 mars 1977 i Alger, är en algerisk före detta friidrottare som tävlade i medeldistanslöpning. 
Saïd-Guerni tillhörde världseliten på 800 meter under slutet av 1990-talet och början av 2000-talet. Hans främsta merit är VM-guldet vid VM 2003 i Paris. Dessutom blev Saïd-Guerni trea både vid OS 2000 och vid VM 1999. Hans personliga rekord är 1.43,09. 
2007 beslöt Saïd-Guerni att sluta efter flera år av skadeproblem.